# تپه پالچیقلی
تپه پالچیقلی مربوط به دوره اشکانیان - دوره ساسانیان است و در شهرستان ماهنشان، بخش انگوران، دهستان انگوران، ۱ کیلومتری شمال غرب روستای قرقان سفلی واقع شده و این اثر در تاریخ ۲۷ بهمن ۱۳۸۷ با شمارهٔ ثبت ۲۴۵۹۷ به‌عنوان یکی از آثار ملی ایران به ثبت رسیده است.